# Ngaouli
Ngaouli est un village du Cameroun situé dans le département de la Bénoué et la région du Nord. Il fait partie de la commune de Bibémi. Le Plan Communal de Développement de Bibémi présente d’abord le village sous le nom de Ngaouli Sissera puis simplement sous le nom de Ngaouli plus loin dans le document.   
Coordonnées: longitude 13.71° est, latitude 9.35° nord
Altitude: 220 m

## Population
Selon le Plan Communal de Développement de Bibémi daté de Mai 2014, la localité comptait 576 habitants. Le nombre d’habitants était de 1422 selon le recensement de 2005